# Miracle (Willy DeVille)
| Recensione              | Giudizio |
| ----------------------- | -------- |
| AllMusic                |          |
| Dizionario del Pop-Rock |          |
| 24.000 dischi           |          |

Miracle è il primo album solistico di Willy DeVille, pubblicato dalla casa discografica Polydor Records nel 1987.

## Tracce

### LP
Lato A
1. (Due To) Gun Control – 5:53 (Willy DeVille)
2. Could You Would You – 3:29 (Van Morrison)
3. Heart and Soul – 4:06 (Willy DeVille)
4. Assassin of Love – 4:11 (Willy DeVille)
5. Spanish Jack – 3:50 (Willy DeVille, Mark Knopfler)

Lato B
1. Miracle – 4:51 (Willy DeVille)
2. Angel Eyes – 4:49 (Willy DeVille)
3. Nightfalls – 4:49 (Willy DeVille)
4. Southern Politician – 6:33 (Willy DeVille)
5. Storybook Love – 4:29 (Willy DeVille)

## Musicisti
(Due To) Gun Control
- Willy DeVille – voce
- Mark Knopfler – chitarra
- Guy Fletcher – tastiere
- Vicki Brown – cori
- Margo Buchanan – cori

Could You Would You
- Willy DeVille – voce
- Mark Knopfler – chitarra
- Guy Fletcher – tastiere, cori
- Mickey Feat – basso, cori
- Jeff Porcaro – batteria
- Errol "Crusher" Bennett – percussioni

Heart and Soul
- Willy DeVille – voce
- Mark Knopfler – chitarra
- Chet Atkins – chitarra
- Guy Fletcher – tastiere, cori
- Errol "Crusher" Bennett – percussioni
- Vicki Brown – cori
- Margo Buchanan – cori
- Mickey Feat – cori

Assassin of Love
- Willy DeVille – voce
- Mark Knopfler – chitarra
- Guy Fletcher – tastiere, cori
- Mickey Feat – basso, cori
- Jamie Lane – batteria
- Errol "Crusher" Bennett – percussioni
- Vicki Brown – cori
- Margo Buchanan – cori

Spanish Jack
- Willy DeVille – voce
- Mark Knopfler – chitarra
- Guy Fletcher – tastiere
- Mickey Feat – basso
- Jamie Lane – batteria

Miracle
- Willy DeVille – voce
- Mark Knopfler – chitarre
- Guy Fletcher – tastiere, cori
- Mickey Feat – basso, cori
- Jeff Porcaro – batteria
- Vicki Brown – cori
- Margo Buchanan – cori

Angel Eyes
- Willy DeVille – voce
- Mark Knopfler – chitarra
- Guy Fletcher – tastiere, cori
- Mickey Feat – basso, cori
- Jamie Lane – batteria
- Errol "Crusher" Bennett – percussioni

Nightfalls
- Willy DeVille – voce
- Mark Knopfler – chitarra
- Guy Fletcher – tastiere
- Mickey Feat – basso
- Jamie Lane – batteria

Southern Politician
- Willy DeVille – voce
- Mark Knopfler – chitarra
- Guy Fletcher – tastiere
- Mickey Feat – basso
- Jamie Lane – batteria
- Errol "Crusher" Bennett – percussioni

Storybook Love
- Willy DeVille – voce
- Mark Knopfler – chitarre
- Guy Fletcher – tastiere
- Mickey Feat – basso
- Jamie Lane – batteria

Note aggiuntive
- Mark Knopfler – produttore, arrangiamenti
- Steve Jackson – ingegnere delle registrazioni
- Karl Lever – assistente ingegnere delle registrazioni
- Bob Clearmountain – mixaggio
- Jay Healy – assistente al mixaggio
- Melanie Nissen – art direction e design copertina album originale
- Rocky Schenck – foto copertina album originale
- Mastering effettuato da Bob Ludwig al "Masterdisk", New York[4]